# Joshiraku
Joshiraku: Yasu x Kumeta Kouji (じょしらく lit. Las actrices de Rakugo?) es un manga japonés de comedia escrito por Kōji Kumeta e ilustrado por Yasu. La historia cuenta el día a día de cinco jóvenes actrices de comedia de Rakugo. Es serializado en Bessatsu Shōnen Magazine desde septiembre de 2009 con cuatro volúmenes completos. Una serie de Anime fue adaptada y producida por J.C. Staff y emitida en Japón entre julio y septiembre de 2012.

## Argumento
Tetora Bōhatei y cuatro compañeras son jóvenes actrices de Rakugo, y si bien en la mayoría de sus funciones no tienen mucho público, son muy queridas por el teatro de Rakugo de barrio en el que se desempeñan. Así y sin ninguna aspiración real, cada vez que termina la función, se juntan en los vestuarios y conversan acerca de temas al azar, llegando la mayoría de las veces a temas totalmente distintos a los que ocasionaron la discusión con conclusiones inusuales, disparatadas y fantásticas, pero con un toque de humor.

## Personajes
Algo llamativo es que en todos los apellidos de las chicas se puede apreciar la terminación con el ideograma "Tei" (亭?), que usualmente es usado por los artistas de teatro Rakugo.
Marii Buratei (蕪羅亭 魔梨威 Buratei Marii?)
Voz por: Ayane Sakura (anime), Kana Asumi (CD Drama)
La protagonista substancial del manga y del anime. Es una chica con pelo largo y rojo. Se comporta como Edokko y habla con el representativo tono masculino de Edo, pero ella es de la Prefectura de Tokushima. A pesar de su aspecto, su forma de hablar y su pecho plano, muchas personas la molestan diciendo que es en realidad un niño travestido que realiza bromas actuando como niña. Ella actúa como Tsukkomi y muchas veces dice "¡No Preguntes Nada Estúpido! (つまんねー事聞くなよ! Tsuman'nē koto kiku na yo!)". Es alegre y carismática, le gusta vestir ropa deportiva y es la que inicia el golpe de gracia la mayoría de las veces. Es poco higiénica a veces y muy despreocupada. Usualmente termina en situaciones donde muestra su trasero o termina desnuda y realmente es como el chivo expiatorio del grupo ya que suelen gastarle varias bromas pesadas o es la que tiene peor suerte de todas, aunque es bastante ególatra y no le preocupa mucho que la ignoren ya que tiene el autoestima bastante elevado. Irónicamente, si bien es la que tiene peor suerte de todas, cuando duerme cada cosa que dice se cumple, tanto sean riquezas, fama, o incluso el fin del mundo, cosa que aprovechan sus amigas y se benefician de las cosas buenas que sueña Marii. Es la que puede verle el lado obsceno a todas las cosas que haya a su alcance. Su nombre es un juego de palabras de Bloody Mary.
Kigurumi Harōkitei (波浪浮亭 木胡桃 Harōkitei Kigurumi?)
Voz por: Kotori Koiwai (anime), Erena Ono (CD Drama)
Es una chica de pelo rubio y corto. Es la más pequeña del grupo, pero eso no impide que pueda actuar en el teatro de Rakugo. Para coincidir con el rol de niña pequeña, usualmente finge comportarse muy introvertida, inocente, amable, moe, llorona, básicamente como un ángel; aunque solo la audiencia puede ver cómo piensa en realidad ya que su subconsciente suele ser representada por su contracara, donde el fondo se torna en violeta oscuro y su voz se torna grave de sobremanera diciendo lo que realmente piensa, revelando un personaje cínico, perverso, frío, calculador, maduro y manipulador. Eso se refleja bastante cuando hace escuchar a Tetora la música que más le gusta, que es death metal (un género de heavy metal ) cantándolo varias veces a capella y hasta haciendo la voz grave cuando parodian a la serie K-ON!. Generalmente no tiene malas intenciones, pero cuando la presionan o tienen expectativas de acuerdo a su función de niña, actúa como tal y piensa en que debe asesinarlos a todos. Se revela que realmente no tiene amigos cuando Marii le pregunta en broma a quién le enviaría fotos de sus "vacaciones en la playa" (en realidad fotos en una sala con pileta y afiches enormes con fotos de la playa), por lo que entristece. Ella es experta en llorar para que el resto la mime y le levante el autoestima. Su nombre es un juego de palabras de Hello Kitty y Kigurumi.
Tetora Bōhatei (防波亭 手寅 Bōhatei Tetora?)
Voz por: Nozomi Yamamoto (anime), Ikumi Hayama (CD Drama)
Es una chica de cola de caballo y el pelo color púrpura, con mucha suerte y lleva una vida sin preocupaciones. Ella a menudo lleva a las historias de otras materias. r Kumeta la presenta como la verdadera protagonista del manga. Es la que tiene el mayor sentido común de la serie, aunque es la que más le lleva la corriente a las bromas de las chicas. Tiene buen sentido del humor y es ciertamente la más madura. Tetora es la única que no tiene graves consecuencias respecto a los problemas ocasionados por las chicas ya que de una forma u otra logra zafarse de ellos. Es quien origina las preguntas más absurdas y es la que lleva las conversaciones a otro nivel. Es quien tiene más adeptos en el teatro de Rakugo y es quien usualmente debe levantarle el autoestima a sus compañeras o regañar a Gankyo, de quien es amiga de la infancia. Tetora suele ser dulce, precavida y algo bruta cuando quiere hacer bromas, en especial cuando hace bromas a Marii, por ejemplo cuando compra un casco antisismos de cabeza completa cuando sabía que a ella le dolían las muelas, mientras que al resto solo compró cascos que le cubrían la cabeza. Es relativamente buena en todo lo que se proponga y es la más haragana del grupo. Jamás grita a menos que sea para anunciar algo sin relevancia. Su nombre es un juego de palabras con bōhatei (防波堤 "Rompeolas") y tetrápodos.
Gankyō Kūrubiyūtei (空琉美遊亭 丸京 Kūrubiyūtei Gankyō?)
Voz por: Yoshino Nanjō (anime), Kana Hanazawa (CD Drama)
Es una chica con anteojos y pelo verde corto. Es extremadamente lista, y serena, pero demasiado violenta, sobre todo con Marii a quien golpea cuando hace algo mal, cuando quiere defenderse, cuando Kigurumi hace algo mal, cuando Tetora hace algo mal, en realidad busca golpear a Marii en cualquier ocasión que encuentre. Es muy fuerte, bella y tiene un excelente sentido de la percepción, incluso sin anteojos ya que logró tocar los pezones de todas las chicas (a excepción de Marii a quien golpeó por haberla evadido) con los ojos cerrados y con capacidad de moverse. Le tiene terror al conejo del dueño del teatro (aún no se sabe si es un conejo enorme superdotado y monstruoso, o si es el mismo dueño del teatro disfrazado). Es amiga de la infancia de Tetora, a quien aprecia y a quien le cede la suficiente autoridad como para que la regañe (aunque siempre termina desquitándose con Marii ya que se burla constantemente de sus errores). Es la que más sabe de la vida en general, de política, chismes y arte culinario, aunque no sabe cocinar. Las únicas dos personas que pueden vencerle en fuerza es Mascarita y el conejo del dueño (si es que cuenta como persona). Aunque por fuera puede parecer seria y madura, es en realidad una persona que fácilmente se le puede sacar de quicio y no es para nada seria (a excepción de cuando actúa en el Rakugo), usualmente grita para anunciar cosas que tendrán una consecuencia desastrosa. Su nombre es un juego de palabras sobre la belleza fresca y gankyō (眼镜, "Lentes").
Kukuru Anrakutei (暗落亭 苦来 Anrakutei Kukuru)
Voz por: Saori Gotō (anime, CD Drama)
Es una chica con el pelo negro, liso y largo y de piel muy blanca. Es muy buena en la actuación, pero es una chica con muchísima mala suerte y es muy inestable emocionalmente (en especial en lo que llama Tetora "La depresión de Mayo", que es su punto pico y no puede animársele por un mes). Es realmente la más inocente de todas (por más de que lo parezca Kigurumi) y eso le juega en contra a veces. Le gusta mucho el gore y las situaciones violentas así como las cosas negativas en general. Suele ver el lado malo de las cosas y jamás puede vérsele con los ojos totalmente abiertos, sino que siempre permanecen como "poker face", aunque son sus cejas las que denotan expresividad. A pesar de no aparentarlo, tiene sus momentos de alegría, y es quien generalmente le sigue las bromas a Tetora y Marii. Cada vez que están en una situación muy emocionante y divertida, ella es quien dice un comentario que denota desaliento. No tiene expectativas con nadie ni nada. Le gustan las cosas chiquitas e intenta proteger a quienes quiere, aunque siempre suele ocurrir al revés y constantemente se debe subir su autoestima. Procura no cometer errores, pero siempre le sale alrevés causando problemas y es quien tiene el lado optimista respecto a temas oscuros. Suele hacer comentarios que incluyan la palabra oscuridad, angustia, tristeza, depresión, suicidio, pesimismo, rencor, etc. 
Máscara (覆面 Fukumen?)
Voz por: Aoi Yūki
Es una chica que siempre se la ve usando una máscara de luchador de lucha libre que aparece en ciertas ocasiones y siempre de manera muy cómica. Responde a los intereses de las chicas y es la que da la nota en las escenas cómicas. Si bien no habla mucho, es la que aparece y desaparece en las partes más insólitas y por lo visto goza de relativa fama ya que se la puede ver en varios afiches de fondo en varias partes de la serie (no solo en el teatro de Rakugo). También es un personaje que siempre se encuentra en la tribuna en el momento en que el teatro se encuentra lleno y arruina varios chistes de manera muy satírica.
Uzannu Uzattei (宇座亭 ウザンヌ Uzattei Uzannu?)
Voz por: Ryōko Shintani
Una chica que tiene el pelo corto rubio y rosa. Ella viste un hakama fresa con dibujos y una cinta grande en su cabeza. Su única aparición es en el último episodio del anime. Fiel a su nombre, Uzannu es molesto con su rápido hablar, condescendiente actitud, y la imitación de las otras chicas. Uzannu deliberadamente trata de alterar el equilibrio de los personajes de la serie con su odiosidad y hacer el show suyo, incluso yendo tan lejos como cantando su propia versión de la canción de apertura con letras personalizadas. Sin embargo, las chicas consiguen que se vaya.

## Lanzamiento

### Anime
Una adaptación al anime por J. C. Staff se emitió en Japón entre julio y septiembre de 2012. Un episodio  OVA se estrenará con el quinto volumen del manga en febrero de 2013. El tema de apertura (Opening) es "Oato Yoroshikutte ga ... Yo!" (お後がよろしくって...よ ¡Agradecemos su atención!?) de Ayane Sakura, Kotori Koiwai, Nozomi Yamamoto, Yoshino Nanjō y Saori Goto. El tema de cierre (Ending) es "Nippon Egao Hyakkei" (ニッポン笑顔百景 Cientos de sonrisas de Japón?) de Momoiro Clover Z y Yoshida Brothers.
Tiene la particularidad de que en todos los capítulos se menciona la frase "Este Anime está lleno de diálogos ordinarios para que los televidentes desfruten lo lindas que son las chicas (o la ternura de las chicas)" antes de que ocurra algo fuera de lo común, cuando está ocurriendo algo fuera de lo común, o cuando hablarán de un tema fuera de lo común (osea cada que va a pasar algo FUERA de lo común). A diferencia de la mayoría de los animes, estos personajes tienen clara consciencia de que son animados y quiénes son los responsables de ello, tanto así que en el primer capítulo se cuestiona si de verdad valió la pena animar esta adaptación del manga, Kukuru incluso menciona que en una sola escena de 6 segundos de ella se gastó totalmente el presupuesto entero de animación. Además en un capítulo visitan la torre de animación a cargo del anime y reverencian agradeciendo tanto esfuerzo.

#### Lista de episodios
| # | Título | Estreno                  |
| --- | --- | ------------------------ |
| 1 | «Conversación normal, diferentes prendas, gritando instrucciones» «Fudan Mondō, Fuku Chigai, Sakebi Shinan» (普段問答, ふく違い, 叫び指南)                   | 5 de julio de 2012       |
| Cinco Actrices de Rakugo (Tetora, Marii, Kigurumi, Gankyo y Kukuru), reciben una carta de invitación a una fiesta estilo informal (casual) y se ponen a discutir qué es lo que es exactamente "informal". Al regreso de la fiesta discuten acerca de si es más preferible tener perros o gatos. | |                          |
| 2 | «Lotería del backstage, tres torres y un voto, chica fría» «Gakuya no Tomi, Santō Kishō, Cold Girl» (楽屋の富, 三塔起請, 風邪娘)                             | 12 de julio de 2012      |
| Las chicas hablan sobre lo que harían si ganaran la lotería, lo que lleva a sospechar que uno de ellas puede ser una ganadora. Más tarde, se visita la Torre de Tokio, donde las conversaciones son más extrañas de las que se tenía. Después, una discusión sobre la vacunación se convierte en un ataque de embarazo imaginario. | |                          |
| 3 | «Un baño lejos, visita a Asakura, Sanada KO-Zoo» «Mujō Buro, Asakusa Mairi, Sanada KOzū» (無情風呂, 浅草参り, 真田小ZOO)                                     | 19 de julio de 2012      |
| Marii termina por tener que probar de que no es un chico travestido de mujer. Más tarde, las chicas visitan Asakusa para probar suerte en algunas fortunas. Esto lleva a las niñas a discutir por qué Tetora tiene tanta suerte y siempre parece evitar el peligro. | |                          |
| 4 | «La chica de los anteojos, náuseas en Daiba, ojos de conejo» «Megane Komusume, Yoiyoi Daiba, Usagi no Me» (眼鏡小娘, よいよい台場, 兎の目)                   | 26 de julio de 2012      |
| Como Gankyō exhibe por fin su comportamiento violento, las chicas discuten los estereotipos que surgen cuando una chica lleva gafas. Más tarde, cuando se Kukuru se pone nauseabunda, las chicas tratan de llegar a varias soluciones para calmarle las ganas de vomitar en el tren. Más tarde, en la noche de la luna llena, las chicas se sientan a discutir temas relacionados con la forma de las manchas luna antes de ser atacado por un conejo enorme. | |                          |
| 5 | «Alabada sea la niña, ciudad del estilo, ¡Adiós a las gafas!» «Ko Home, Kojare Machi, Megane Wakare» (娘ほめ, 小洒落町, 眼鏡別れ)                            | 3 de agosto de 2012      |
| Las chicas intentan animar a Kukuru por la celebración de una fiesta fuera de la temporada de Navidad. Más tarde, las chicas visitan Harajuku, donde Marii se pone ansiosa durante un crepe. Posteriormente, la banda discute la forma en que todos tenemos diferentes tipos de piel, lo que hace sentirse a Gankyō excluida al tener una piel muy normal. | |                          |
| 6 | «Cuatro Wowa, el paisaje de Musashi, la sierva de la venganza» «Yonmai Kishō, Musashi Hakkei, Shimobe no Adauchi» (四枚起承, 武蔵八景, 下僕の仇討ち)         | 10 de agosto de 2012     |
| Después de haber excluido a Gankyō y forzarla a salir fuera del grupo durante el episodio anterior, el resto habla de los beneficios de tener un grupo de cuatro personas. Gankyō pronto se venga al bloquear todos en el vestidor, corta la luz y las chicas se dan cuenta de los beneficios de los grupos de cinco personas... es decir, junto a Mascarita y no con Gankyō. Finalmente volvió de nuevo al grupo, y a regañadientes Gankyo se coloca en la parte inferior de la jerarquía, pero pronto tiene aspiraciones de ganar una elección fuera de este mundo.                       | |                          |
| 7 | «Los Yankees dan miedo, historia del pez, archivos del backstage» «Yankī Kowai, Sakana Seidan, Gakuya Shirabe» (ヤンキー怖い, 魚政談, 楽屋調べ)              | 17 de agosto de 2012     |
| La repentina aparición de muñecas Hina en el vestuario de alguna manera, conduce a las chicas que decidan actuar como delincuentes para de esa forma casarse lo más pronto posible. Más tarde, las chicas se levantan temprano para ir a un mercado de pescado. Posteriormente, las niñas buscan cosas que puedan estar utilizando la electricidad de sobremanera, siendo indiferentes a los horrores que no consumen eléctricidad, pero que están escondidos por toda la habitación, como un cementerio, luchadores de sumo atrapados en el subsuelo, o pinturas satánicas en las paredes. | |                          |
| 8 | «Bolsa de oro, tambaleándose, ¿Ya se acabó?» «Kogane Bukuro, Yoroyoro, Mō Yanda ka» (こがね袋, よろよろ, もうやんだか)                                       | 23 de agosto de 2012     |
| Marii se lamenta de cómo ella es siempre la última en escoger varias cosas, sobre todo cuando se trata de recoger los sobres de dinero de Año Nuevo. Más tarde, las chicas visitan el distrito Sugamo y echan un vistazo a los distintos puntos. Posteriormente, las chicas se procupan innecesariamente de que pudieran contraer la "depresión de Mayo" de parte de Kukuru, de esa forma eligen aleatoriamente otros meses para que alguien siempre se ponga depresiva en un mes distinto.                                                                                                 | |                          |
| 9 | «Butt-tofu, El oso de Ueno, hablar dormida» «Shiri-totechin, Ueno no Kuma, Negoto» (しりとてちん, 上野のクマ, ねごと)                                        | 30 de agosto de 2012     |
| Como llegan las vacaciones escolares, las chicas tratan de encontrar maneras de hacer al rakugo más atractivo para el público juvenil. Más tarde, la banda visita el zoológico y discuten las curiosidades de todos los animales. Posteriormente, la banda se aprovecha de los efectos afortunados que siguen ocurriendo cada vez que Marii habla dormida. | |                          |
| 10 | «La banda del consomé, la batalla de Shinjuku, costa cavidad» «Tōnasu-ya Gakudan, Shinjuku Aragoto, Mushiba Hama» (唐茄子屋楽団, 新宿荒事, 虫歯浜)           | 6 de septiembre de 2012  |
| En Halloween, las chicas tratan de adaptar las vacaciones para ser más japonesas. Más tarde, las chicas visitan el distrito Kabukichou de entretenimiento y observan cómo ha cambiado con los años. Después, Marii está plagada de caries dentales. | |                          |
| 11 | «Juego de familia, cinco estaciones Sakai, el árbol de la tragedia» «Oyako Shibai, Gonin Sakai, Tsurī Sanji» (親子芝居, 五人さかい, ツリー惨事)              | 13 de septiembre de 2012 |
| Mientras las chicas tienen un viaje de verano en la playa falsa en el vestuario, discuten los diferentes diseños de trajes de baño de la escuela. Entonces, las chicas hacen turismo en Musashi Sakai y presentan sus respetos a la empresa responsable de la animación de ellas. Por último, las chicas tienen una fiesta de Navidad, pero el árbol que Tetora perdió en línea llena completamente el vestuario, haciendo que les sea imposible reunirse en un lugar (pero terminan luchando entre sí) en el vestuario que acaba de ser como la selva amazónica.                           | |                          |
| 12 | «El soñador contraataca, tengo... Negros» «Yumemi no Katakiuchi, Koainō, Aoge» (夢見の仇討ち, こぁいのう, 青毛)                                              | 20 de septiembre de 2012 |
| Cuando Tetora les pregunta a todas acerca de su primer sueño de año nuevo, Kukuru está molesta porque ella todavía tiene que tener uno. Así, las chicas tratan de representar un "primer sueño" para animarla. Más tarde, la banda visita Roppongi, donde se ven en una obra estructural y Marii viaja en el tiempo para ver la ciudad durante su burbuja económica. Por último, las chicas tratan de refrescarse durante el verano, mencionando cosas que dan miedo para entregarse a los escalofríos y, finalmente, por la pintura azul.                                                  | |                          |
| 13 | «Tripas de personaje, Akiba todopoderosa, confrencias adicionales» «Kyara Tsubushi, Akibaburu, Choitashi Kōshaku» (キャラつぶし, アキバぶる, ちょいたし講釈) | 27 de septiembre de 2012 |
| Mientras las chicas llegan a un acuerdo que el programa ha llegado a su último episodio, aparece un nuevo personaje: una niña llamada "exasperante Uzannu Uzattei". Al discutir si es o no "una de ellas" el voto es unánime: la personalidad de Uzannu irrita a todos y amenaza el equilibrio de los personajes de la serie. Después de que las chicas se deshacen de ella, visitan Akihabara. Más tarde, el debate acerca de las niñas, y de cómo algunas cosas se deben dejar como están. Por último, el programa termina con un rendimiento rakugo pasado por Marii.                    | |                          |